# Demi-sang (film)
Pour plus de détails, voir Fiche technique et Distribution.
Demi-sang (Halvblod) est un film suédois réalisé par Victor Sjöström, sorti en 1913.

## Fiche technique
- Titre original : Halvblod
- Titre français : Demi-sang
- Réalisation : Victor Sjöström
- Scénario : Peter Lykke-Seest (en)
- Photographie : Julius Jaenzon
- Pays de production : Suède
- Format : Noir et blanc - 1,33:1 - Film muet
- Genre : drame
- Durée : 69 minutes
- Date de sortie : 1913

## Distribution
- John Ekman : Ribera
- Gunnar Tolnæs (en) : Ryttmästare Von Stahl
- Greta Pfeil : Soledad
- Karin Molander : Marianne Rizetski
- William Larsson (en) : Baron Von Wüler